# Monterrondo aphelosoma
Monterrondo aphelosoma är en stekelart som beskrevs av Christer Hansson och Lasalle 2003. Monterrondo aphelosoma ingår i släktet Monterrondo och familjen finglanssteklar.
Artens utbredningsområde är Colombia. Inga underarter finns listade i Catalogue of Life.